# Travelling wave tube
Il Travelling Wave Tube (Tubo ad onda progressiva), abbreviato in TWT, è un dispositivo elettronico usato per generare onde radio o microonde di elevata potenza.

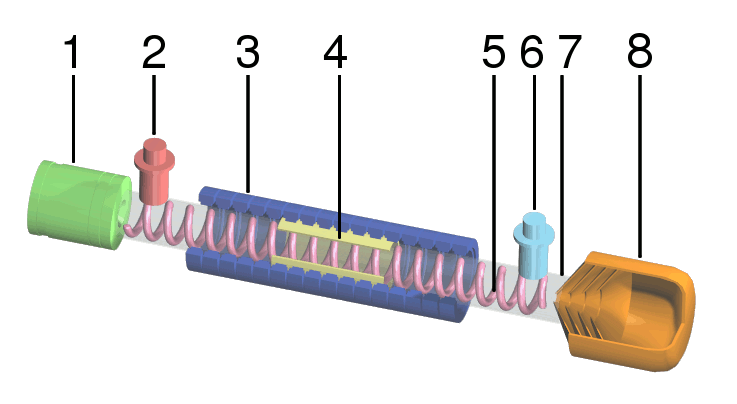
Schema di TWT,
(1) Cannone elettronico (catodo);
(2) Ingresso RF;
(3) Sistema di magneti;
(4) Attenuatore;
(5) Bobina elicoidale;
(6) Uscita RF;
(7) Tubo a vuoto;
(8) Collettore (anodo)

Più propriamente si tratta di un amplificatore, per cui il nome completo dovrebbe essere Travelling Wave Tube Amplifier, TWTA. Un segnale pilota a bassa potenza viene introdotto nel dispositivo, il quale ne incrementa la potenza.
La banda passante può essere ampia, ma esistono anche dispositivi accordati (o a banda stretta). Le frequenze operative spaziano da 300 MHz a 50 GHz ed il guadagno in potenza è dell'ordine di 40 decibel.
Il dispositivo è costituito da un lungo tubo a vuoto (7 in figura) con un cannone elettronico (un catodo incandescente che emette elettroni) ad una estremità (1). Un solenoide avvolto intorno al tubo (3) focalizza gli elettroni in un raggio, che è inviato lungo l'asse del dispositivo, all'interno di un filo avvolto a spirale nel lume interno del tubo (5), fino a colpire un collettore all'altra estremità (8).

Un sistema di accoppiamento direzionale (2) (una guida d'onda o un elettromagnete) introduce il segnale radio di bassa potenza da amplificare in prossimità del catodo. La spirale interna, in cui si induce una corrente, agisce ritardando la propagazione del segnale radio, che viaggia così alla stessa velocità del raggio di elettroni.

Il campo elettromagnetico prodotto dalla corrente indotta nella spirale interagisce con gli elettroni causandone una oscillazione avanti ed indietro (modulazione di velocità), e questa oscillazione a sua volta induce altra corrente nella spirale.
Un secondo accoppiatore (6) posto vicino al collettore riceve il segnale amplificato. Un attenuatore (4) impedisce che parte del segnale possa tornare indietro verso il catodo.

## TWTA a cavità accoppiata
Nei TWTA la potenza di picco è limitata dalla corrente sopportabile dal filo interno a spirale. Per potenze eccessive il filo può surriscaldarsi e deformarsi. Lo spessore del filo può essere incrementato per sopportare maggiore corrente, rendendo però più difficoltosa la formazione della spirale con il passo adatto per le frequenze di lavoro. I TWTA a spirale hanno potenze massime
inferiori a 2,5 KW.
Nei TWTA a cavità accoppiata questo limite è superato sostituendo la spirale con una serie di cavità disposte intorno all'asse del raggio elettronico. Concettualmente si ottiene una guida d'onda a spirale, in grado di generare la modulazione per velocità. La potenza massima ottenibile è nell'ordine di 15 KW. Il funzionamento è simile al Klystron eccetto per l'attenuazione.

## Impieghi
Prima dell'evoluzione dei dispositivi a semiconduttore di potenza, la tecnologia dei tubi ad onda progressiva TWTA, è stata utilizzata nei ponti radio analogici, per poter ottenere potenze elevate a microonde.
L'utilizzo più comune del TWTA è nei ripetitori radio (transponder) a bordo di satelliti.
Alcuni modelli sono impiegati anche nei radar, con l'aggiunta di una griglia di controllo di fronte al cannone elettronico per ottenere un funzionamento ad impulsi.